# Helix texta
Helix texta је пуж из реда Stylommatophora и фамилије Helicidae.

## Угроженост
Ова врста се сматра угроженом.

## Распрострањење
Ареал врсте је ограничен на једну државу, Израел.